# Internationales Erwin Schrödinger Institut für Mathematik und Physik

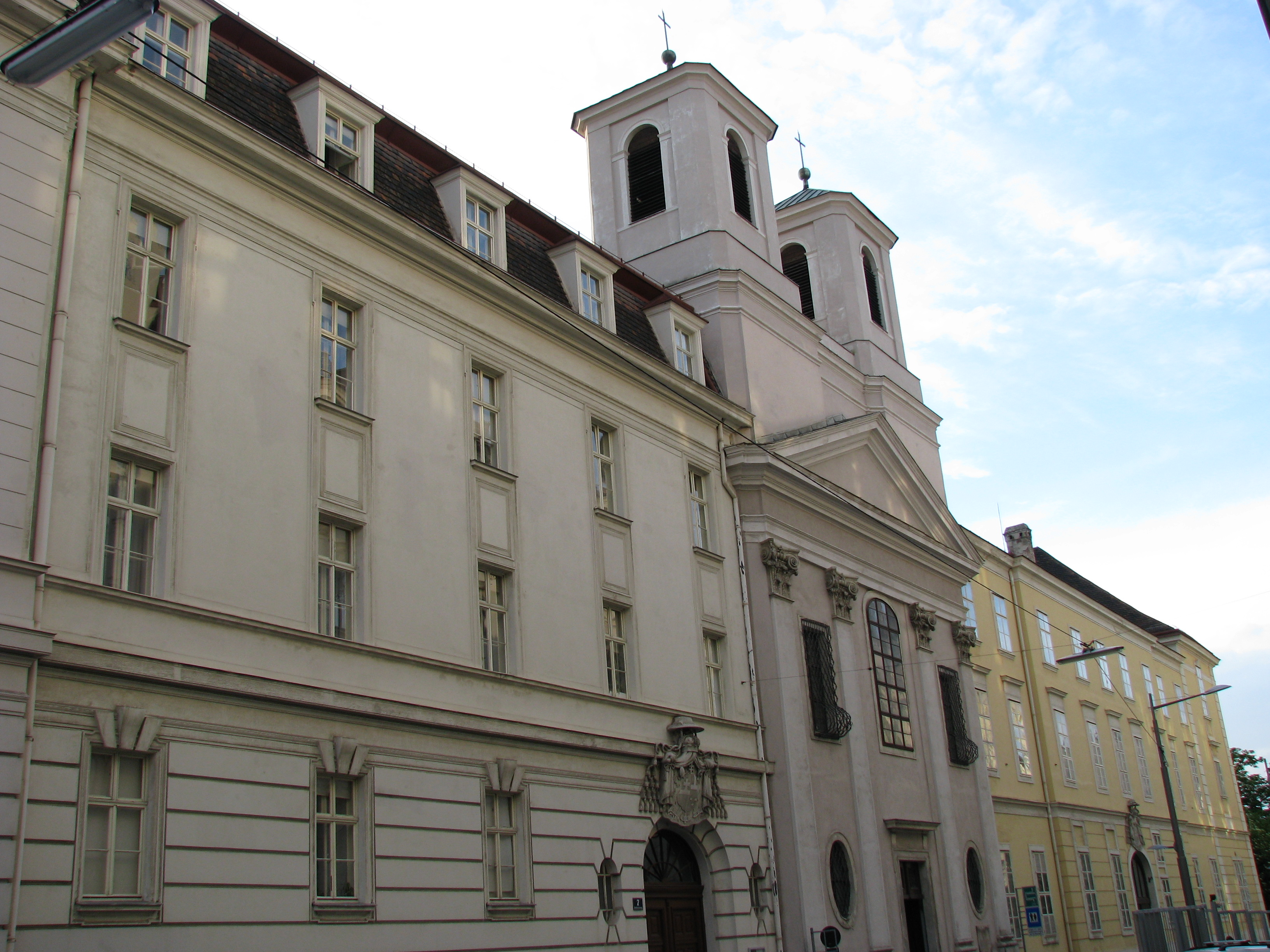
Wien, Boltzmanngasse 7–9

Das Erwin Schrödinger International Institute for Mathematics and Physics (ESI) in Wien ist ein Forschungsinstitut im Bereich Mathematik, Mathematische Physik und Physik. Es wurde 1993 auf Initiative und unter wesentlicher Beteiligung von Walter Thirring, Peter W. Michor und Heide Narnhofer gegründet und war bis 2010 als selbständiges Institut organisiert. Seit 2011 gehört es als direkt dem Rektorat berichtende Forschungsplattform zur Universität Wien. Mehrere hundert Gastwissenschaftlerinnen und Gastwissenschaftler pro Jahr organisieren und besuchen zahlreiche themenorientierte Forschungs- und Lehrveranstaltungen. Das ESI dient dabei als Forschungsstätte und als internationaler Begegnungsort.

## Aufgaben
Ziele des ESI sind die Ermöglichung von Grundlagenforschung im interdisziplinären Feld von Mathematik, mathematischer Physik und Physik auf internationalem Niveau. Außerdem will es internationale Impulse für die österreichische Forschungslandschaft setzen und die internationale Vernetzung von Angehörigen der Wiener Universitäten fördern. Dies wird über verschiedene Veranstaltungsformate und Förderinstrumente verfolgt. Das ESI hat dabei keine festangestellten wissenschaftlichen Mitarbeiter, sondern lädt Forschende aus aller Welt als Gastwissenschaftler ein, die sich für begrenzte Zeit – in der Regel zwischen einigen Tagen und einigen Monaten – am Institut zu wissenschaftlicher Forschung und zum Austausch treffen. Ähnlich arbeitet in Deutschland zum Beispiel das Max-Planck-Institut für Mathematik.
Kernstück der Tätigkeit sind die Themenprogramme. Die vier bis zwölf Wochen langen Veranstaltungen und Möglichkeiten zum Gedankenaustausch stehen international wissenschaftlich Tätigen aller Karrierestufen offen, setzen aber eine Einladung durch die Organisatoren voraus. Der Aufenthalt wird vom ESI durch ein Tagegeld gefördert, Anreise und weitere Kosten müssen von den Teilnehmenden selbst getragen werden. Pro Jahr werden vier bis sechs Themenprogramme durchgeführt. Daneben finden Workshops sowie Sommer- und Winterschulen aus allen Bereichen der Mathematik und Physik statt. Darüber hinaus verbringen Forschende auch im Rahmen von Junior und Senior Fellowships oder von Kooperationsprojekten längere Zeit am ESI.
Das Institut veröffentlicht jedes Jahr einen ausführlichen Bericht über seine Aktivitäten und die sich daraus ergebenden wissenschaftlichen Arbeiten. 2019 verzeichnete das ESI einen bisherigen Rekord von gesamt 1116 Gästen und 171 aus seinen Aktivitäten entstandenen Arbeiten.

## Geschichte
Der gemeinnützige Verein Erwin Schrödinger International Institute for Mathematical Physics wurde im April 1992 unter den Auspizien des damaligen Bundesministers für Wissenschaft und Forschung Erhard Busek auf Initiative von Peter Michor und Walter Thirring gegründet.
Walter Thirring wurde bei der ersten Generalversammlung am 27. Mai 1992 zum ersten Präsidenten des Vereins gewählt, Wolfgang Reiter als Vertreter des Bundesministeriums sowie Peter Michor, Heide Narnhofer und Julius Wess als seine Stellvertretung. Weiters wurde das Scientific Advisory Board bestellt.
Das Erwin Schrödinger International Institute for Mathematical Physics wurde schließlich am 20. April 1993 vom ESI-Verein eröffnet. Walter Thirring war der erste wissenschaftliche Direktor des Instituts; Peter Michor leitete das Tagesgeschäft.
Zwischen 1992 und 2010 wurden über 90 Forschungsprogramme, fast 100 Konferenzen und Workshops sowie 38 Senior Research Fellow Lecture Courses am ESI durchgeführt. Rund 4700 Gastwissenschaftler aus mehr als 60 Ländern waren am ESI tätig, in den letzten Jahren vor 2010 etwa 600 pro Jahr. Rund 150 Junior Research Fellows aus etwa 40 Ländern wurden gefördert. Daraus entstanden mehr als 2250 dokumentierte Preprints. Die Publikationsreihe ESI Lecture Notes umfasste sieben Bände.
Am 27. Juli 2010 wurde das ESI von Bundesministerin für Wissenschaft und Forschung Beatrix Karl besucht, die die Bedeutung des ESI in einer Presseaussendung hervorhob:
„Das Erwin-Schrödinger-Institut ist auf dem Gebiet der mathematischen Physik und Mathematik weltweit führend und wurde für Wissenschafter und Forscher aus der ganzen Welt zu einer wichtigen Forschungs- aber auch Begegnungsstätte. […] Wissenschaft und Forschung am Erwin-Schrödinger-Institut profitieren von dieser Mobilität der Forscherinnen und Forscher, das stärkt auch den Standort Wien.“
Am 27. Oktober 2010 setzte das Bundesministerium für Wissenschaft und Forschung mehr als siebzig unabhängige österreichische Forschungseinrichtungen davon in Kenntnis, dass ihre Förderungen durch die Bundesverwaltung mit Ende des Jahres eingestellt werden würden – darunter das ESI. Daraufhin gingen zahlreiche Unterstützungsschreiben der internationalen wissenschaftlichen Community für das ESI ein, die das internationale Renommee und die wissenschaftliche Bedeutung des Zentrums hervorhoben. Die österreichische Tageszeitung Der Standard zitierte Äußerungen aus ihr vorliegenden Schreiben unter anderem von Peter Goddard (Physiker), Felix Otto (Mathematiker), Arthur Jaffe und Jürg Fröhlich. In einem Gastbeitrag im ORF zitiert der damalige Präsident des ESI, Klaus Schmidt, den Träger der Fields-Medaille 2010, Elon Lindenstrauss, mit den Worten „I thought we have short-sighted politicians, but this seems a world record“.
Dennoch wurde das Institut am 31. Dezember 2010 geschlossen. Am 21. Jänner 2011 kamen der ESI-Verein, das Bundesministerium und die Universität Wien aber überein, das Institut als eine in die Universität Wien eingebettete Forschungsplattform weiterzuführen. In dieser Form wurde das ESI dann am 1. Juni 2011 wiedereröffnet, was international erleichtert wahrgenommen wurde.
Um der großen Breite der Aktivitäten des ESI besser zu entsprechen, welche die gesamte Mathematik und Physik umfassen, wurde der Name des Instituts mit 1. Jänner 2016 von Erwin Schrödinger International Institute for Mathematical Physics zu Erwin Schrödinger International Institute for Mathematics and Physics geändert.
Seit 1996 ist das ESI Mitglied von ERCOM – European Research Centres on Mathematics. Die Akzeptanz der Mitgliedschaft bei ERCOM setzt voraus, dass die Institution Mitglied in der European Mathematical Society ist, forschungsorientiert arbeitet, einen international besetzten wissenschaftlichen Beirat und ein umfangreiches internationales Besuchsprogramm hat, sowie einen weiten Bereich der mathematischen Wissenschaften abdeckt.

## Standort
Nach der Gründung residierte das Institut zunächst in dem Gebäude in der Pasteurgasse, in dem Erwin Schrödinger seine letzten Lebensjahre verbracht hatte. Bald wurde dies aber zu klein und 1996 erfolgte der Umzug in einen 200 Jahre alten Gebäudetrakt in der Boltzmanngasse 9, der früher als katholisches Priesterseminar gedient hatte. Er liegt im Gemeindebezirk Alsergrund, unweit der Wiener Innenstadt. Dieser Standort blieb auch nach der Anbindung an die Universität Wien 2011 erhalten.

## Organisation
Die Leitung des ESI, bestehend aus Direktor und zwei Stellvertretenden, steht in direktem Austausch mit dem Rektorat der Universität Wien, ist also keiner Fakultät angegliedert. Dieses Direktorium ist Teil des sechsköpfigen ESI-Kollegiums, das aus drei Mitgliedern der Fakultät für Mathematik und drei Mitgliedern der Fakultät für Physik besteht. Das Kollegium beaufsichtigt die Aktivitäten des ESI und entscheidet über zukünftige Workshops, Sommer- bzw. Winterschulen, Junior bzw. Senior Fellowships sowie Kooperationsprojekte am ESI, wofür externe Gutachten eingeholt werden. Die Entscheidung über die Themen der Schwerpunktprogramme sowie weitere Aufgaben werden vom sechs- bis achtköpfigen Scientific Advisory Board übernommen, das international besetzt ist.
Stand 2023 ist Christoph Dellago Direktor des ESI, Sandra Di Rocco (KTH, Stockholm) steht dem Scientific Advisory Board vor. Die weiteren Mitglieder des Advisory Boards sind: Douglas Arnold (University of Minnesota), Alberto Bressan (Penn State University), Domenico Giulini (Universität Hannover), Mariana Graña (CEA Paris-Saclay), Gerhard Huisken (Universität Tübingen), Julia Kempe (NYU, New York), Francesco Sciortino (Università La Sapienza, Rome).

## Verliehene Preise: ESI-Medaille
Seit 2020 vergibt das Institut jährlich die Medal of the Erwin Schrödinger Institute for Mathematics and Physics, kurz ESI-Medaille genannt, um Forschende für rezente wissenschaftliche Durchbrüche in der Mathematik oder der Physik zu würdigen. Die Preisträger werden vom Scientific Advisory Board ausgewählt, wobei die Nominierungen durch ehemalige Preisträger, Organisatoren aktueller bzw. vergangener Schwerpunktprogramme, aktuelle bzw. ehemalige Senior Fellows, ehemalige ESI-Direktoren sowie Präsidenten des ESI-Vereins erfolgen.
Die bisherigen Preisträger der ESI-Medaille sind
- 2020: Anton Alekseev[16]
- 2021: Elliott Lieb[17]
- 2022: Martin Hairer
- 2023: Isabelle Gallagher[18]
- 2024: Piotr Chruściel[19]

## Publikationen
Durch die Zusammenarbeit von Gastwissenschaftlern bei Forschungsaufenthalten oder Veranstaltungen werden zahlreiche wissenschaftliche Publikationen initiiert. Solche Preprints und Artikel werden in den jährlichen Tätigkeitsberichten des ESI aufgeführt. Üblich ist es auch, in solchen Fällen das ESI in den Danksagungen des Artikels zu erwähnen. Ein Beispiel dafür ist der Artikel „Local Quantum Energy Conditions in Non-Lorentz-Invariant Quantum Field Theories“ in den Physical Review Letters, der sowohl eine Förderung eines der Autoren, als auch die Diskussion im Workshop „Higher spins and holography“ erwähnt. Weitere finden sich im Listing unter Weblinks.
Das ESI gibt in Zusammenarbeit mit EMS Press, dem Verlag der Europäischen Mathematischen Gesellschaft, die ESI Lectures in Mathematics and Physics heraus. Eine Auswahl daraus:
- Robin S. Johnson: An Introduction to the Mathematical Fluid Dynamics of Oceanic and Atmospheric Flows. EMS Press, Berlin 2023, ISBN 978-3-9854702-9-7, doi:10.4171/ESI/11.
- Christian Gérard: Microlocal Analysis of Quantum Fields on Curved Spacetimes. EMS Press, Berlin 2019, ISBN 978-3-03719-094-4, doi:10.4171/094.
- Wolfgang L. Reiter, Jakob Yngvason: Erwin Schrödinger – 50 Years After. EMS Press, Zürich 2013, ISBN 978-3-03719-121-7, doi:10.4171/121., Symposiumsbeiträge und zusätzliche Artikel

Außerdem werden viele der am ESI gehaltenen Vorträge als Videos bei YouTube veröffentlicht.